# Letra de câmbio
A letra de câmbio ou letra comercial (em Portugal) é um título de crédito, ou seja, representa uma obrigação pecuniária, sendo desta autônoma.
A emissão da letra de câmbio é denominada saque; por meio dele, o sacador (quem emite o título), expede uma ordem de pagamento ao sacado (pessoa que deverá paga-la), que fica obrigado, havendo aceite, a pagar ao tomador (um credor específico), o valor determinado no título.
Apesar de atribuir ao sacado a obrigação de pagar o tomador, o sacador permanece subsidiariamente responsável pelo pagamento da letra. Não sendo pago o título no seu vencimento, poderá ser efetuado o protesto e a cobrança judicial do crédito, que se dá por meio da ação cambial. Porém, para que o credor possa agir em juízo, é necessário que esteja representado por um advogado.
Quanto à possibilidade de transferência, diz-se que a letra de câmbio é um título de crédito nominativo, ou seja, em favor de um credor específico, suscetível de circulação mediante endosso. Assim, o endossante (tomador original), transfere a letra para um endossatário (novo tomador).
As letras podem ser reformadas, ou seja, pagas parcialmente na data de vencimento, por acordo entre o sacador e o sacado; pela reforma de uma letra é emitida uma nova letra pelo montante que ficou por pagar. 
É ainda possível fazer o desconto bancário de uma letra, como forma de financiamento empresarial; neste caso, o sacador endossa a letra ao banco, recebendo do banco o valor nominal da letra deduzido de uma determinada comissão.

## Origem histórica
A origem histórica da letra de câmbio situa-se na península itálica, durante a Idade Média. Como se sabe, o sistema europeu de organização política, naquele tempo, era o feudal, caracterizado pela descentralização do poder – o estado centralizado e forte é criação da Era Moderna. Sendo o poder espalhado e pontual, cada feudo ou burgo possuía, sob o domínio de um nobre, sua organização política relativamente autônoma, o que, via de regra, se traduzia na adoção de uma moeda própria.
Os comerciantes necessitavam, assim, de um instrumento que possibilitasse a troca de diferentes moedas, quando, com o intuito de realizar negócios, deslocavam-se de um lugar para outro. Criou-se, então, a seguinte sistemática: o banqueiro recebia, em depósito, as moedas com circulação no burgo de seu estabelecimento, e escrevia uma carta ao banqueiro estabelecido no local de destino do mercador depositante. Nessa carta, ele dizia ao colega que pagasse ao comerciante, ou a quem ele indicasse, em moeda local, o equivalente ao montante depositado. Posteriormente, os banqueiros faziam o encontro de contas das cartas emitidas e recebidas. Dessa carta (em italiano, lettera), que viabilizava o câmbio de moedas, originou-se a letra de câmbio.

## Letra de câmbio no Brasil
No Brasil, as Letras de Câmbio em muito se assemelham aos CDBs, sendo utilizadas pelas financeiras para a captação de recursos junto a investidores.
Como os recursos captados por meio de Letras de Câmbio são utilizados em empréstimos e financiamentos a pessoas e empresas com um risco de crédito significativo, que não conseguiram obter um empréstimo junto aos bancos tradicionais, o risco dessa espécie de título costuma ser maior que o dos CDBs.
No entanto, esse risco é amenizado pelo Fundo Garantidor de Créditos, que cobre o investimento no caso de falência da financeira emissora (até R$ 250.000 por CPF).
A LC pode ser pré-fixada ou pós-fixada, sendo, neste último caso, muito comum o atrelamento à Taxa DI.